# The Angel and the Gambler
The Angel and the Gambler singel  grupy Iron Maiden z albumu Virtual XI wydany w 1998. Singel zawiera dwa utwory audio nagrane na żywo podczas  tournée promującego album The X Factor (1995 – 1996).
Singel CD został wydany w dwóch częściach. 

## Lista utworów

### Część 1
1. "The Angel and the Gambler" (Steve Harris) – 9:51
2. "Blood on the World's Hands (live)" (Harris) – 6:05
3. "Afraid to Shoot Strangers (live video)" (Harris) – 6:52

### Część 2
1. "The Angel and the Gambler (shortened version)" (Harris) – 6:01
2. "The Aftermath (live)" (Blaze Bayley, Janick Gers, Harris) – 6:41
3. "Man on the Edge (video)" (Bayley, Gers) – 4:11

## Twórcy
- Blaze Bayley –śpiew
- Dave Murray – gitara elektryczna
- Janick Gers – gitara elektryczna, podkład wokalny
- Steve Harris – gitara basowa, podkład wokalny
- Nicko McBrain – perkusja